# NGC 4956
NGC 4956 est une galaxie lenticulaire située dans la constellation de la Chiens de chasse. Sa vitesse par rapport au fond diffus cosmologique est de 4 989 ± 27 km/s, ce qui correspond à une distance de Hubble de 73,6 ± 5,2 Mpc (∼240 millions d'al). NGC 4956 a été découverte par l'astronome germano-britannique William Herschel en 1785.

## Groupe de NGC 4914
Selon un article publié en 1998 par Abraham Mahtessian, NGC 4956 fait partie du groupe de NGC 4914. Ce groupe comprend au moins cinq membres. Les autres galaxies du groupe sont NGC 4868, NGC 4914, NGC 4986 et IC 4189.
D'autre part, A. M. Garcia mentionne aussi l'existence de ce groupe dans un article publié en 1993, mais il n'y figure que trois galaxies, soit NGC 4846, NGC 4868 et NGC 4914.